# Convento de Nossa Senhora da Assumpção
Le Convento de Nossa Senhora da Assumpção est un couvent situé à Tavira, région de l’Algarve, au Portugal.

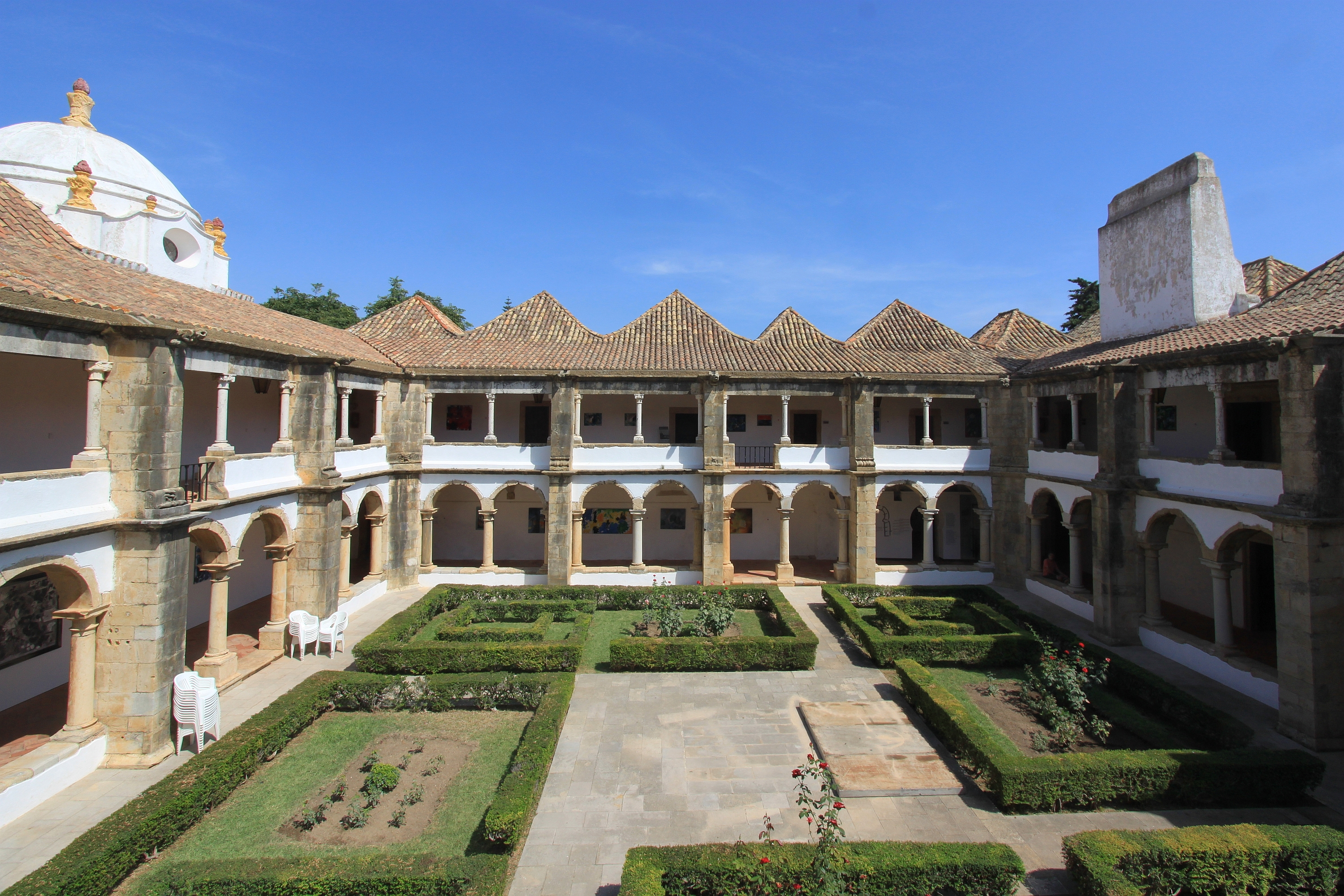
Convento de Nossa Senhora da Assumpção

Le couvent est classé Monument national (1948). 